# Беляново (Удмуртия)
Беля́ново — деревня в Юкаменском районе Удмуртии на реке Лема, в составе Шамардановского сельского поселения.

## География
Деревня расположена на высоте 176 м над уровнем моря.
Улицы деревни:
- Полевая
- Речная

## Население
Численность постоянного населения деревни составляет 51 человек (2007).